# 浄運寺 (町田市)
浄運寺（じょううんじ）は、東京都町田市原町田にある日蓮宗の寺院。山号は法要山。原町田七福神の毘沙門天。大須賀明（医師）と長岡織部（剣術師範）の墓所や武藤塚（野盗塚）がある。旧本山は身延久遠寺、通師・堀之内法縁。

## 歴史
天正5年（1577年）日明を開山に矢部淡路（法善院日証）を開基として建立された草庵が起源。寛永14年（1637年）浄運院日徳（武藤佐次右衛門）と法用院日運（日徳の母）が草庵を寺とした。

## 境内
- 本堂　明治9年（1876年）焼失後、昭和3年（1928年）再建。
- 鐘楼　貞享年間（1684年－1687年）鋳造の梵鐘[1]は昭和18年（1943年）金属供出で失われ昭和30年（1955年）再鋳された。
- 妙見堂　昭和41年（1966年）建立。妙見菩薩に清正公を合祀する。
- 浄運寺会館

## 交通
- JR横浜線町田駅中央口北口から徒歩5分
- 小田急小田原線町田駅東口から徒歩5分

## 参考資料
- 日蓮宗寺院大鑑編集委員会『宗祖第七百遠忌記念出版 日蓮宗寺院大鑑』大本山池上本門寺 (1981年)
- 町田郷土研究会会報 1953年5月15日号
- 「原町田村 浄運寺」『新編武蔵風土記稿』 巻ノ90多磨郡ノ2、内務省地理局、1884年6月。NDLJP:763988/46。